# 島崎博
島崎 博（しまざき ひろし、1933年3月 - 2022年6月19日）は、台湾生まれの編集者、評論家、書誌研究者。本名は傅金泉（ふ きんせん、フー ジンチュアン）。1979年まで日本で活動し、その後は2010年現在まで台湾（中華民国）在住。台湾での筆名は傅博（ふはく、フーボー）。傳博（伝博）と書かれることがあるが、誤り。
1955年に来日。日本では、『定本 三島由紀夫書誌』（三島瑤子と共編、1971年・1972年）を始めとする書誌作りや、探偵小説専門誌『幻影城』（1975年 - 1979年）の編集長を務めたことで知られる。
1979年に台湾に戻った後は、1984年の『推理雑誌』の創刊や、「日本十大推理名著全集」（序文と解説を執筆、1987年）などの刊行により台湾の第1次推理小説ブームを牽引した。その後、2001年には「日本当代女性作家傑作選」（全5巻）、「日本当代名作家傑作選」（全5巻）の刊行で第2次推理小説ブームの契機を作った。
1979年以降、日本では「消息不明」とされていたが、2004年、日本と台湾の推理小説ファンの尽力により日本の評論家・作家との交流が復活。2008年、29年ぶりに来日した際には、作家や評論家、編集者等160人以上が集まって「島崎博さんをお迎えする会」が開催され、その席上で、既に決定していた本格ミステリ大賞特別賞（島崎氏の功績に対して）の贈呈式も行なわれた。
2009年には、初の評論集『謎詭・偵探・推理』を刊行した。
2022年6月19日、台湾の馬偕紀念医院で病没。

## 略歴

### 日本での活動
台湾で高校卒業後に、1955年2月に来日。日本大学法学部政治経済学科卒業後、早稲田大学大学院で金融経済学専攻。この頃、ワセダミステリクラブで仁賀克雄や小鷹信光、二上洋一らと出会う。
1963年、『宝石』に掲載する作家の作品・著書リストの作成を担当し始め、1964年には日本推理作家協会会員となる。書誌作成は推理小説に限定されず、同時期には新田次郎の年譜作成なども行う。
1970年11月には、三島由紀夫の自決数週間前に三島本人と自宅で、夫人が同席し面会し書誌作成を打ち合わせ、三島瑤子夫人と共編で『定本 三島由紀夫書誌』（薔薇十字社、特装本1971年、普及版1972年）を刊行した。
また、1974年には、紀田順一郎、権田萬治らと、日本大衆文学会を創設し（尾崎秀樹らが1961年に創設した大衆文学研究会とは別組織）、機関紙「大衆文学論叢」を創刊。
紀田順一郎の紹介で、推理小説雑誌を刊行するため編集長を探していた三崎書房社長の林宗宏と知り合い、1975年、絃映社から探偵小説専門誌『幻影城』を創刊した。誌名は島崎が『幻影城』とし、同題の評論集を書いている江戸川乱歩の夫人を訪ね、許諾をもらったという。編集方針の違いから、『幻影城』は1976年3月号からは株式会社幻影城より刊行となった。
1979年9月、『幻影城』は休刊し同年12月に台湾に戻った。日本では2004年まで「消息不明」となってしまった。

### 台湾での活動
『推理雑誌』の創刊を提案し、1984年11月の創刊時に顧問となる（「顧問」にされることは事前に知らされていなかったという）。1987年より、希代書版有限公司から島崎が序文と解説を執筆した「日本十大推理名著全集」（全10巻同時刊行、1987年）、「日本名探推理系列」（全10巻、1987年）、「日本推理名著大展」（全8巻、1987年・1988年）が相次いで刊行され、それにより台湾に第1次推理小説ブームが到来した。
2001年には、「日本当代女性作家傑作選」（全5巻）、「日本当代名作家傑作選」（全5巻）で、第2次推理小説ブームの契機を作った。推理小説に限らず太宰治や坂口安吾などの日本文学の解説も書いている。
2004年2月、台湾の推理小説ファンと初めて交流し、その模様が推理作家藍霄のウェブサイトに掲載された。

### 日本推理小説界との交流の復活
2004年2月、日本の推理小説ファンが、藍霄のウェブサイトに島崎博の近況が掲載されていることに気づき、その後、インターネットを介した日本と台湾の推理小説ファンの尽力により、日本の推理小説界と島崎博との交流が復活した。島崎は同年、毎日新聞に「台湾 日本ミステリー小説事情」（12月28日掲載）を寄稿した。
2008年9月13日、29年ぶりの来日に合わせ、「島崎博さんをお迎えする会」が開催された。同日、すでに決定していた第8回本格ミステリ大賞特別賞の贈賞が行なわれた。

## 主な著作・編集作品

### 評論集
- 謎詭・偵探・推理 日本推理作家與作品 （傅博名義、2009年、台湾 独歩文化、ISBN 9789866562105）

### 推理小説全集
- 日本十大推理名著全集 （全10巻、1987年、希代書版有限公司）
  1. 江戸川乱歩「黒蜥蜴」
  2. 横溝正史「獄門島」
  3. 高木彬光「破戒裁判」
  4. 土屋隆夫「危険な童話」
  5. 松本清張「時間の習俗」
  6. 仁木悦子「林の中の家」
  7. 佐野洋「透明受胎」
  8. 笹沢佐保「空白の起点」
  9. 森村誠一「高層の死角」
  10. 夏樹静子「遠い約束」
- 日本名探推理系列 （全10巻、1987年、希代書版有限公司）
  1. 山村美紗「京友禅の秘密」
  2. 赤川次郎「東西南北殺人事件」
  3. 赤川次郎「起承転結殺人事件」
  4. 西村京太郎「ひかり62号の殺意」
  5. 赤川次郎「幽霊候補生」
  6. 赤川次郎「マザコン刑事の事件簿」
  7. 赤川次郎「幽霊愛好会」
  8. 赤川次郎「冠婚葬祭殺人事件」
  9. 西村京太郎「東京地下鉄殺人事件」
  10. 連城三紀彦「運命の八分休符」
- 日本推理名著大展 （全8巻、1987年・1988年、希代書版有限公司）
  1. 戸川昌子「大いなる幻影」
  2. 西村寿行「呑舟の魚」
  3. 天藤真「陽気な容疑者たち」
  4. 樹下太郎「銀と青銅の差」
  5. 結城昌治「白昼堂々」
  6. 鮎川哲也「赤い密室」
  7. 小林信彦「紳士同盟」
  8. 連城三紀彦「離婚しない女」
- 日本當代女性作家傑作選（全5巻、2001年、新雨出版社）
- 日本當代名作家傑作選（全5巻、2001年、新雨出版社）
- 推理文學館 （2003年・2004年、今天出版）
  1. 小酒井不木「愚人の毒」
  2. 大阪圭吉「三狂人」
  3. 蘭郁二郎「夢鬼」
  4. 蘭郁二郎「魔像」
  5. 浜尾四郎「死者の権利」

### 台湾推理小説の序文
- 藍霄『錯置體』 （2004年8月、大塊文化、ISBN 9867600630） - 日本では『錯誤配置』として刊行
- 既晴『超能殺人基因』 （2005年11月、皇冠、ISBN 9573321904）
- 冷言『鎧甲館事件』 （2009年2月、馥林文化、ISBN 9789866535123）

## インタビュー
- 『幻影城の時代』（2006年12月、エディション・プヒプヒ）
  - 「幻影城」編集長 島崎博さんに聞く （2004年11月22日収録、インタビュアー 岩堀泰雄、石井春生）
- 『本格ミステリー・ワールド 2008』（2007年12月、南雲堂）
  - ベテランインタビュー 島崎博 （インタビュアー つずみ綾）
- 『ファウスト』Vol.7 （2008年8月、講談社）
  - Editor×Editor 『幻影城』編集長 島崎博 （2008年4月収録、インタビュアー 太田克史）
- 『2009 本格ミステリ・ベスト10』（2008年12月、原書房）
  - 島崎博が語る日本ミステリin台湾
- 『幻影城の時代 完全版』（2008年12月、講談社）
  - 「幻影城」編集長 島崎博さんに聞く （『幻影城の時代 回顧編』に収録のものの再録）
  - 「"もう一人の島崎博"が欲しかった 島崎博インタビュー PART II （2008年4月18、19日収録、インタビュアー 沢田安史、新保博久、本多正一）